# Paul Seydor
Paul Seydor (* 1947) ist ein US-amerikanischer Filmeditor und Professor an der Chapman University.

## Leben
Seydor studierte Journalismus und Literatur im Bachelor sowie Journalismus und American Studies im Master an der Pennsylvania State University. Nach Abschluss seines Studiums im Jahr 1971 folgte im Jahr 1976 seine Promotion an der University of Iowa. Im Anschluss verfolgte er zunächst seine akademische Karriere und war als Professor für Literatur an der University of Southern California tätig. In dieser Zeit verfasste er mit Peckinpah: The Western Films ein Buch über den Regisseur Sam Peckinpah, welches 1980 erschien. Fast zwei Jahrzehnte später folgte das Buch The Western Films – A Reconsideration.
In den frühen 1980er Jahren wandte sich Seydor der Filmindustrie zu und war als Schnittassistent an Roger Spottiswoodes Filmen Under Fire (1983) und Rocket Man (1986) beteiligt. Sein erster Film als eigenständiger Editor war Lance – Stirb niemals jung, der in den Jahren 1985/1986 entstand. Mehr als 20 weitere Filmproduktionen folgten. Seit 1996 arbeitet er regelmäßig mit dem Regisseur Ron Shelton zusammen.
Im Jahr 1996 inszenierte er den Kurzfilm The Wild Bunch: An Album in Montage, der sich ebenfalls mit Sam Peckinpah beschäftigt. Hierfür wurde Seydor 1997 für den Oscar in der Kategorie Bester Dokumentar-Kurzfilm nominiert. Außerdem erhielt er eine Nominierung von den American Cinema Editors für den Eddie Award. Der Film blieb bislang seine einzige Regiearbeit.
Für seine Arbeit an The Day Reagan Was Shot wurde er 2002 mit dem Eddie Award ausgezeichnet.
Seydor ist Professor am Lawrence and Kristina Dodge College of Film and Media Arts der Chapman University.

## Filmografie (Auswahl)
- 1985: Lance – Stirb niemals jung (Never Too Young to Die)
- 1986: Love Struck (Kurzfilm)
- 1989: Scott & Huutsch
- 1990: Die U-Boot Academy (Going Under)
- 1992: Weiße Jungs bringen’s nicht (White Men Can’t Jump)
- 1993: The Challenge – Die Herausforderung (The Program)
- 1994: Die Indianer von Cleveland II (Major League II)
- 1996: Tin Cup
- 1996: The Wild Bunch: An Album in Montage (Dokumentar-Kurzfilm)
- 1999: Knocked Out – Eine schlagkräftige Freundschaft (Play It to the Bone)
- 2001: The Day Reagan Was Shot
- 2002: Hilfe, ich habe ein Date! (The Third Wheel)
- 2002: Dark Blue
- 2003: Hollywood Cops
- 2004: Barbershop 2
- 2005: Guess Who – Meine Tochter kriegst du nicht! (Guess Who)
- 2007: Von Frau zu Frau (Because I Said So)
- 2007: This Christmas
- 2009: Obsessed
- 2011: Hound Dogs (Fernsehfilm)
- 2012: Beyond Right and Wrong: Stories of Justice and Forgiveness (Dokumentarfilm)
- 2014: The Novice (Fernsehfilm)
- 2016: Der junge Messias (The Young Messiah)
- 2017: Das ist erst der Anfang (Just Getting Started)
- 2019: I’ll Find You